# Ковачич, Иван (политик)
Иван Ковачич (хорв. Ivan Kovačić ; р. 25 апреля 1974, Сплит) — хорватский политик, стоматолог, преподаватель, парламентарий, вице-премьер и министр управления Хорватии в правительстве Андрея Пленковича.

## Биография
Родился в Сплите. В 1998 году окончил Загребский университет по специальности «стоматология». В том же вузе получил степень магистра (2001), специализацию в области стоматологического протезирования (2004) и докторскую степень по стоматологии (2006). Работал стоматологом. В 2010 году стал заведующим вновь образованной кафедры стоматологического протезирования на медицинском факультете Сплитского университета.
Приобщился к политической деятельности в составе Моста независимых списков. В 2013 году занял пост мэра города Омиш.
На выборах 2015 года получил мандат депутата хорватского парламента восьмого созыва. Успешно переизбран депутатом на внеочередных выборах в 2016 году. В октябре 2016 года назначен вице-премьером и министром государственного управления в новообразованной правительстве Андрея Пленковича.